# Sergey Popov
Pour les articles homonymes, voir Popov.
Sergey Konstantinovich Popov (né le 21 septembre 1930 à Khoronkhoy et mort le 25 juin 1995 à Saint-Pétersbourg) est un athlète russe, spécialiste des courses de fond, champion d'Europe du marathon en 1958.

## Biographie
Concourant sous les couleurs de l'URSS, il remporte le marathon des championnats d'Europe de 1958, à Stockholm, devant son compatriote Ivan Filin.
Il se classe 5e du marathon des Jeux olympiques de 1960, à Rome.

### Palmarès
| Date | Compétition           | Lieu      | Résultat | Épreuve  | Performance     |
| ---- | --------------------- | --------- | -------- | -------- | --------------- |
| 1958 | Championnats d'Europe | Stockholm | 1er      | Marathon | 2 h 15 min 17 s |
| 1960 | Jeux olympiques       | Rome      | 5e       | Marathon | 2 h 19 min 18 s |

### Records
| Épreuve  | Performance     | Lieu      | Date |
| -------- | --------------- | --------- | ---- |
| Marathon | 2 h 15 min 17 s | Stockholm | 1958 |